# Victorella symbiotica
Victorella symbiotica är en mossdjursart som beskrevs av Rousselet 1907. Victorella symbiotica ingår i släktet Victorella och familjen Victorellidae. Inga underarter finns listade i Catalogue of Life.